# Hugo Weber (Philologe)
Hugo Ernst Barthold Weber (* 5. Dezember 1832 in Weißensee (Thüringen); † 19. Mai 1904 in Eisenach) war ein deutscher Altphilologe, Germanist sowie Schulleiter in Eisenach.
Der Sohn eines Mühlenbesitzers erhielt Privatunterricht und ging ab 1845 auf die Landesschule Pforta, wo er 1851 das Abitur ablegte. Nach dem Studium an der Martin-Luther-Universität Halle-Wittenberg, das er 1855/1856 mit der Promotion und dem Staatsexamen abschloss, absolvierte er das Referendariat in Berlin. Nach einer Station in Halle 1857 ging er im Januar 1861 an das Gymnasium zu Mühlhausen, Michaelis 1861 an das Wilhelm-Ernst-Gymnasium Weimar. Von 1881 bis 1898 war er Schulleiter am Carl-Friedrich-Gymnasium zu Eisenach, dem heutigen Martin-Luther-Gymnasium. Daneben befasste er sich mit der Klassischen Philologie, der baltischen Sprachwissenschaft und der Deutschdidaktik. Seine deutsche Literaturgeschichte, die er im Geist der Reichsgründung von 1871 schrieb, wurde bis 1945 eingesetzt. Er wurde 1888 mit dem Titel Hofrat, 1897 mit dem Geheimer Hofrat geehrt.

## Schriften
- Deutsche Sprache und Dichtung. Einführung in das deutsche Schrifttum von den Anfängen bis zur Gegenwart. Klinkhardt, Leipzig 1879 (46 Auflagen bis 1941, spätere Bearbeiter Hermann Schillmann und Richard Reisig).
- Die Pflege nationaler Bildung durch den Unterricht in der Muttersprache: zugleich eine Darstellung der Grundsätze und der Einrichtung dieses Unterrichts. Leipzig 1872.
- Lehr- und Lesebuch für ländliche Fortbildungsschulen. Klinkhardt, Leipzig.
- Lehr- und Übungsbuch der deutschen Sprache. Klinkhardt, Leipzig.
- mit Ernst Weber: Aristophanische Studien. Aus dem Nachlasse. Dieterich, Leipzig 1908.
- mit Antanas Baranauskas, Franz Specht: Litauische Mundarten. Band II, 1922. Nachdruck 2013.

Schulprogrammschriften
- Die dorische Partikel ka: ein Beitrag zu der Lehre von den griechischen Dialekten. Halle 1864.
- De Hesychii ad Eulogium epistula. Weimar 1865 (Programm Weimar Gymnasium).
- Coniecturae Tullianae. Weimar 1871 (Programm Weimar Gymnasium).
- Ostlitauische Texte. Mit Einleitung und Anmerkungen herausgegeben von Antoni Baranowski und Hugo Weber. 1882 (Programm Weimar Gymnasium).
- Quaestiones Catullianae. Gotha 1890 (Programm Gymnasium Eisenach).